# コンパック
コンパック・コンピュータ・コーポレーション (Compaq Computer Corporation) は、1982年に設立されたパーソナルコンピュータ (PC) 企業。1980年代、リバースエンジニアリングとクリーンルーム設計により、IBMの権利を侵害せずに、世界初のIBM PC互換機を低価格で製造した企業のひとつである。PC/AT互換機メーカーとして、1990年代には最大のPCメーカーの地位を確立したが、2001年にはデルに逆転された。2002年、ヒューレット・パッカード（HP）に約250億ドルで吸収合併されるまで独立企業として存続していた。HP社との合併後は、2013年までPC製品のブランドとして存続した。
TIの管理職だったロッド・キャニオン、ジム・ハリス、ビル・マートの3人が創業した。マートは1987年に退社したが、キャニオン（社長兼CEO）とハリス（技術担当上級副社長）は1991年の経営刷新でコンパックを離れ、後任のCEOはエッカード・ファイファーとなった。会社立ち上げの際に資金提供したベン・ローゼンが1983年から18年間会長を務め、2000年9月28日に退職。後任は1999年にCEOとなっていたマイケル・カペラスとなった。

## 本社

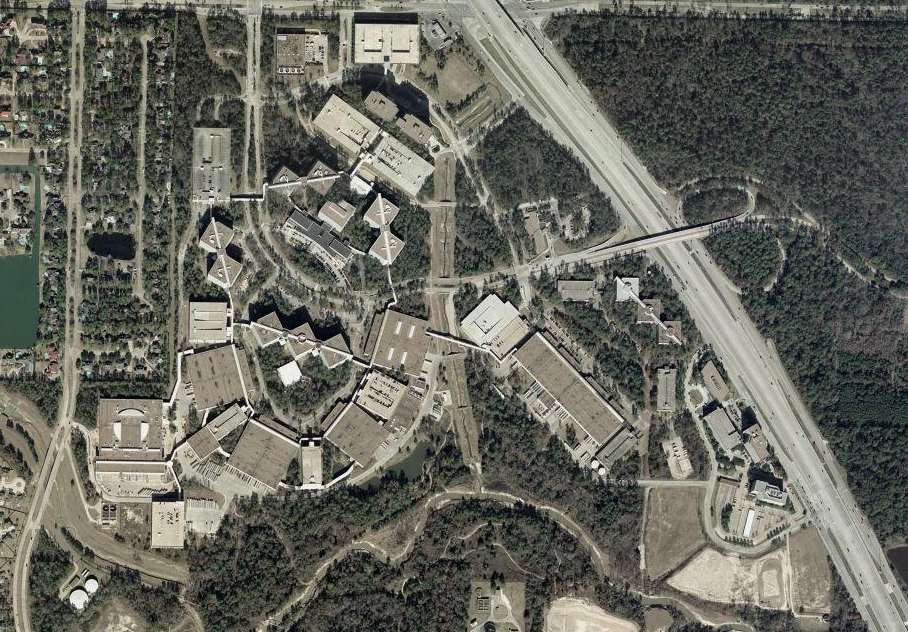
コンパック本社の航空写真。現在はHP USA 本社となっている。

買収前のコンパックの本社はアメリカ合衆国テキサス州ハリス郡北西部の非法人地域（ヒューストン近郊）にあった。現在は HP USA の本社となっている。
320,000m2の敷地に、15のオフィスビル、7つの工場、カンファレンスセンター、従業員用カフェテリア、研究所、倉庫、化学薬品取扱施設などがある。

## 歴史

### 創業

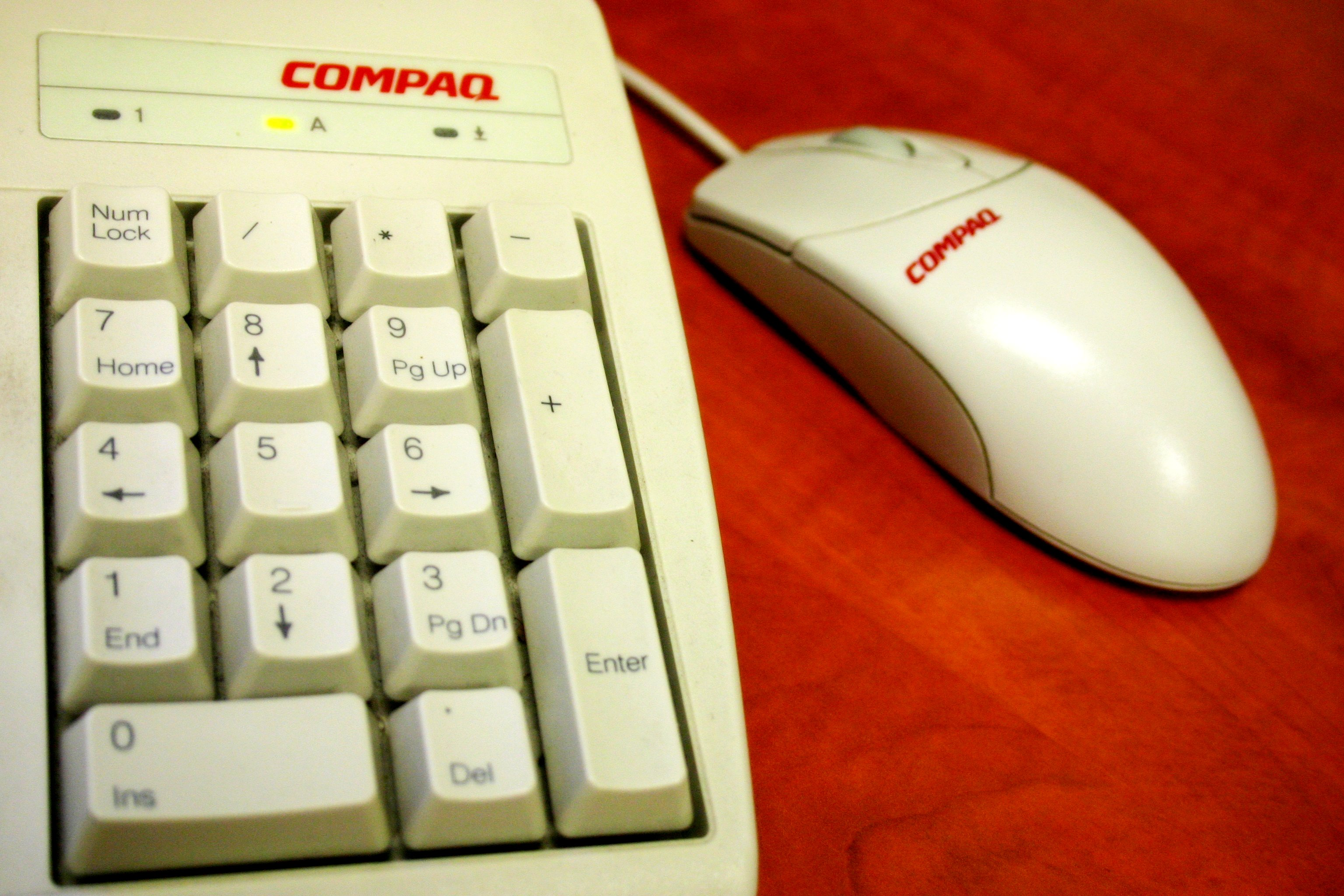
キーボードとマウスに印字されたかつてのCompaq社の旧ロゴ

コンパックは1982年2月、半導体企業テキサス・インスツルメンツ社の上級マネージャロッド・キャニオン、ジム・ハリス、ビル・マートらの3人が1000ドルずつ出し合って設立した。ベンジャミン・M・ローゼンとセビン・ローゼン・ファンドが初期の資金を提供した。コンパックの最初のPCのアーキテクチャは、創業者らがヒューストンのレストランで話し合っているときに、テッド・パパジョンがナプキンの上に書いたと言われている。創業時の社名はゲートウェイ・テクノロジーだった。Compaq という名称は "Compatibility and Quality"（互換性と品質）の略とされているが、この説明は後付けである。
創業期の営業担当重役ジム・ダレッゾとスパーキー・スパークスはIBMのPC部門から招かれた。他に1980年代後半から1990年代前半にかけてのはなばなしい成長を支えた重役としてロス・A・クーリー（かつてIBM従業員で、長年 GM North America の上級副社長を務めていた）、マイケル・スウェブリー（初期の最高営業責任者）がいる。

#### Compaq Portable 登場

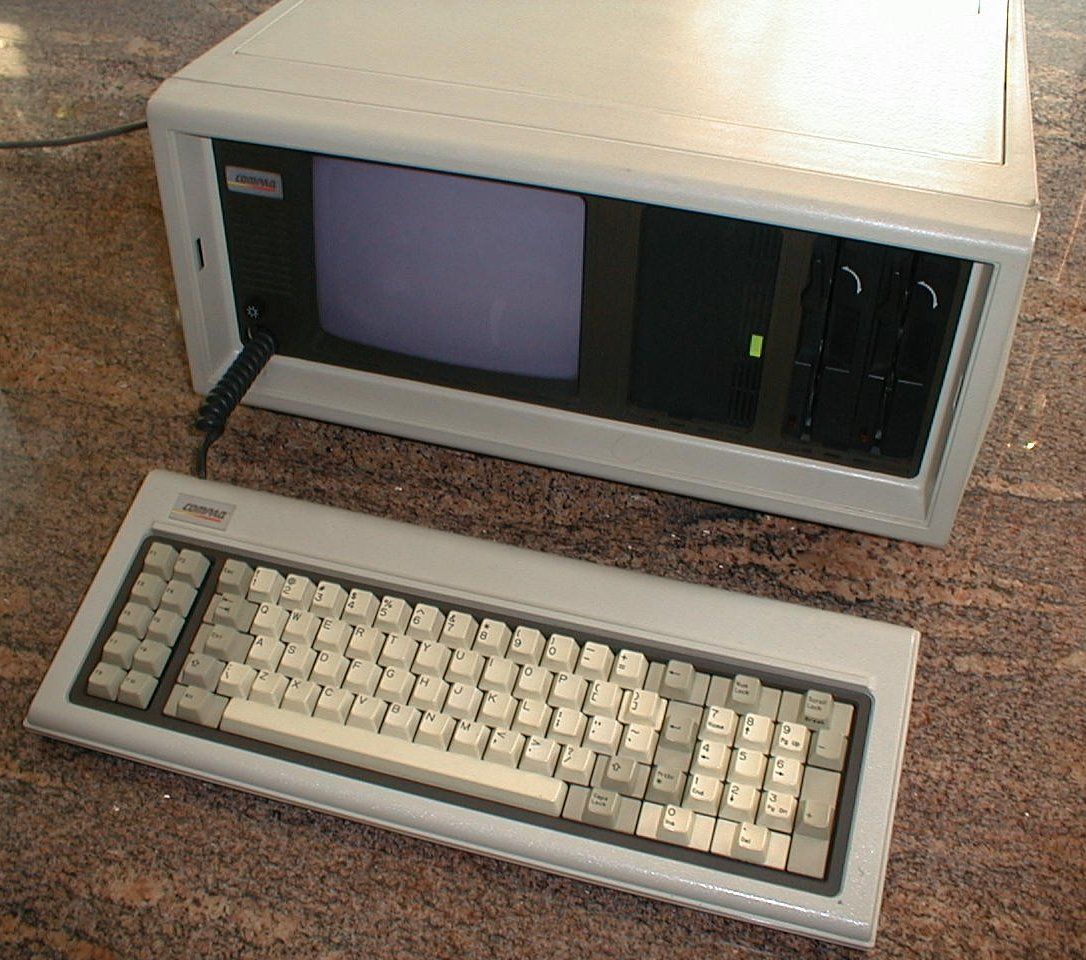
Compaq Portable

1982年11月、コンパックは最初の製品 Compaq Portable を発表した。これはIBM PC互換のパーソナルコンピュータで持ち運び可能という特徴があった。発売は1983年3月、価格は2995ドルで、当時の競合機種であるカナダ製のHyperionと比較すると極めて手ごろな価格設定である。Compaq Portable はその後のラップトップパソコンの先祖でもあるが、スーツケースのような大きさだった。PC互換機としては2機種目で、IBM PC 用ソフトウェアが全て動作する。これが記録的なヒットとなり、初年で53,000台1億1100万ドルを売り上げた。その後Compaq Portableはシリーズ化される。コンパックがIBMクローンを合法に製造・販売できたのは、IBM PCの部品の大部分が既製品だったためである。また、マイクロソフトはそのOSをIBM以外に販売する権利を保持していた。従って問題はIBMのBIOSの権利だけだったが、コンパックは100万ドルをかけてクリーンルーム設計で自社のBIOSを作り上げた。フェニックス・テクノロジーズがすぐさまこれに続いて互換BIOSを開発、他にも複数の企業が互換BIOSを開発して販売するようになったため、パソコンメーカーはそれを買ってPC/AT互換機を作れるようになった。

#### Compaq DeskPro
1984年6月28日、Intel 8086 を7.14MHzで駆動する16ビット・デスクトップ機 Compaq Deskpro をリリース。当時の IBM PC よりずっと高速で、Compaq Portable と同様、IBM用ソフトウェアを実行できる。これが Compaq Deskpro シリーズの最初の製品である。

#### Compaq DeskPro 386
1986年、最初の80386マイクロプロセッサ搭載PC、Compaq Deskpro 386 を登場させた。当時、IBMはまだ386を使っておらず、これによって遂に、IBMの追随ではなく、PC/AT互換機の側が技術と市場とユーザーを先導する側に転じたのである。IBMが386機をリリースしたのは7カ月後である。
発表後の3カ月間、Deskpro 386 には Windows/386 が同梱された。これは Windows 2.1 の386対応版で、仮想86モードサポートをコンパック自身が追加した。

#### Compaq SystemPro
IBMに対する技術的優位性は、1989年後半のSystemProサーバのリリースでさらに強まった。デュアルプロセッサ搭載可能で、RAIDをサポートしたサーバだが、IBMのMCAに対抗して設計されたEISAバスを搭載した最初の製品でもある。EISA開発に至るまで、コンパックはMCAのリバースエンジニアリングに多大なリソースを投入していた。MCAのクローニングをあきらめると、コンパックはHPおよび他の7社と同盟を結び、EISAを開発することにした。

### 1990年代

#### 創業者キャニオンの追放
北米部門のトップとなっていたマイケル・スウェブリーが1991年7月12日に引退すると、エッカード・ファイファーが後を引き継いだ。ファイファーはまたCOO（最高経営執行者）にも就任。ファイファーはテキサス・インスツルメンツから転職し、ヨーロッパやアジアでの事業基盤を一から構築した。ヨーロッパ支社設立資金として渡されたのは2万ドルで、ファイファーは1984年、コンパック初の海外オフィスをミュンヘンに開設した。1990年にはヨーロッパ支社の売り上げは20億ドルとなり、コンパック全体の54%を占めるようになった。
同じ1991年、会長のベン・ローゼンは創業者の1人で社長兼CEOのロッド・キャニオンを解任し、ファイファーを社長兼CEOに就任させた。デル、ASTリサーチ、ゲイトウェイといったライバルの低価格路線に追随できず、コンパックとして初の赤字（四半期で7100万ドル）を計上した責任をとらされた形である。あるアナリストは「コンパックは過去1年半の間に多くの戦術的過ちを犯した。彼らは流行仕掛け人だったはずなのに、今はもたもたしている」と述べた。
ローゼンとキャニオンは、低価格なアジア製PCへの対抗策で合意できなかった。キャニオンは社内で低価格PCを作ることを主張したが、ローゼンは部品供給業者から標準の部品を購入して素早く市場に低価格PCを投入すべきだと考えていた。キャニオンは18カ月で低価格PC生産ラインを構築する計画を立てたが、ローゼンはキャニオンには知らせずにCOMDEXに技術者チームを派遣し、キャニオンの計画の半分の期間でもっと低価格なPCを生産できるという事実を知った。さらにキャニオンの合意を得ながら進めていく経営スタイルは、市場への反応を遅くすると思われていた。一方ファイファーの独裁的スタイルは価格競争には向いていた。ローゼンは14時間の取締役会を開催し、キャニオンには知らせずにファイファーへの数時間に及ぶインタビューを行った。結果として、取締役会の総意としてファイファーが選ばれた。
キャニオンはコンパックの取締役として残留する申し出を断わった。1999年、キャニオンは自身の追放劇について「私は燃え尽きていた。私は去る必要があった。彼（ローゼン）は私に強い切迫感がないと思っていた」と述べた。キャニオン追放の2週間後、創業者の1人ジム・ハリスを含む5人の重役が辞任した。これは、早期退職勧告や急な降格の結果である。

#### シェア拡大
1990年代初期、コンパックは Presario によって低価格PC市場に参入した。1990年代中盤には1000ドル以下のパソコンを市場に初めて投入した企業となった。低価格路線を維持するために、コンパックはいち早くAMDやサイリックスのマイクロプロセッサを使用し始めた。このコンパックの仕掛けた価格競争によって多くの競合企業が振り落とされていった。例えばパッカードベルが有名である。1994年にはアップルを抜き、IBMをもしのぐようになり、初めて、年間を通じ世界首位になった。コンパックは競合他社に比べて在庫と粗利益がよく、それが価格競争遂行の原動力となった。

#### 経営陣刷新
1996年、売り上げも利益も好調だったが、ファイファーは経営陣刷新を開始した。ファイファーはコンパックを単なるPCメーカーから脱却させ、IBMのようなITサービスやITソリューションを提供する高収益企業に成長させようと考えていた。1996年5月、アール・メイソンをCFOに招いた。メイソンの指導の下で、コンパックは単に利益や売り上げに集中するのではなく、より効果的な資産活用を始め、1年で保有資金が7億ドルから50億ドル近くにまで増えた。また、株主資本利益率は25%から50%へと倍増した。
1998年1月、コンパックは絶好調に達した。CEOのファイファーは、マイクロソフトとインテルの「ウィンテル」は「ウィンテルパック」という言葉で置き換えられるだろうと予言した。

#### 買収
ファイファーはさらに大きな買収をいくつか行った。1997年、コンパックはNonStopシリーズで知られるタンデムコンピューターズを買収した。これによってコンパックはハイエンド市場に参入することとなる。
さらに1998年、ディジタル・イクイップメント・コーポレーション（DEC）を96億ドルで買収した。DECにはコンパックの2倍の従業員がおり、1970年代から1980年代のコンピュータ市場をリードした会社だが、このころには低迷していた。この買収によって単純な売上高の加算で見ればコンパックはIBMに次ぐ世界第2位のコンピュータ企業となった。
しかしファイファーは合併した企業をどうするかというビジョンをほとんど持たず、しかも3つの大きく異なる文化をどうやって1つにまとめるかも考えていなかったため、コンパックはローエンドとハイエンドの挟間で混乱する破目に陥った。ワシントンの調査機関 Strategic News Service の社長マーク・アンダーソンは「彼らは株主にはよさそうな目標めいたもの、2000年までに500億ドル企業になるとか、IBMを越えるとかいった話を聞かせられたが、顧客に提示できるようなものは何もなかった。新CEOはエッカードが買収したものを全て見回して、それで顧客が何か利益を得たのかと自問するべきだった。答えがイエスでないなら、それを取り除くべきだった」と言ったという。一方でPC市場ではデルと激しい攻防を繰り返していた。デルは通常の販路を迂回して直販を行い、在庫を最小にすべく注文に応じてマシンを組み立てる方式を採用していた。同時にコンパックは、DECやタンデムを買収して時間が経っていないが、IBMやHPのような大手システム企業になろうとしていた。

#### ファイファーの追放
1998年夏、コンパックは製品品質問題に悩まされることになった。またファイファーは、ローゼンが次期社長候補となる人物をリクルートすべきだとした提案を拒絶した。ファイファーが最高財務責任者のアール・メイソン、上級副社長のジョン・ローズ、人事担当重役のハンス・ガッチの3人だけを重用したため、取締役会には不満が広まっていた。
1999年4月17日、四半期の利益が大方の予想の半分になるという発表の9日前、ベン・ローゼンの根回しによってファイファーはCEOを解任された。伝えられるところでは、4月15日に開催された特別取締役会でファイファー解任に異論は出なかったという。ファイファーの在任中の6回の四半期のうち3回で会社の売り上げや利益が予想を裏切った。ライバルのデルは1999年第1四半期のアメリカでのPC売り上げが55%も伸びたが、コンパックは10%だけだった。ローゼンはインターネットによってもたらされた変化にコンパック経営陣がついていけていないのではないかと示唆し、「インターネット時代を迎えて産業が変化しており、インターネットの速度を追随するように組織的柔軟性を持たなければならない」と述べている。ファイファーは声明で「1983年に入社して以来、コンパックは長い道のりを歩んでおり、ベンの指導の下でこの会社はその可能性を実現するだろうと信じている」と述べた。ローゼンはコンパックの電子商取引の競合他社と肩を並べるようにすることを第一とし、同社の優柔不断さを改善して経営を効率化することに務めた。
ローゼンは暫定CEOを兼任し、間もなくファイファーに近かった多くの重役を辞任させる「大掃除」を開始した。ジョン・ランドーは上級副社長でサービス事業部長で、ファイファーの後継者と目されていた。彼の部門は1年前の同四半期で比べると1億1300万ドルから16億ドルへと躍進していた。CFOのアール・メイソンはPC以外の業界で会長職の打診があり、それを受けてコンパックを辞めた。ジョン・ローズはエンタープライス・コンピューティング部門のトップだが、その部門は売り上げは全体の3分の1を占め、利益も大きな部分を占めていた。彼らはいずれも辞任した。
ローゼンはファイファーの後任として、これまでCIOを務めていたマイケル・カペラスを選んだ。カペラスが社長兼CEOとなって数カ月後の2000年9月28日、ローゼンが会長を引退し、カペラスが会長も兼任することになった。

### 1990年代末から2000年代

#### 苦闘
カペラスはファイファー時代に失われた輝きの一部を取り戻すことに成功し、また悪化していたマイクロソフトとの関係も修復したが、デルとの競合には依然として苦労し、2001年にはトップの座を奪われた。
1999年11月、マイクロソフトと共同で小型のウェブベースのコンピュータ MSN Companion の開発を開始した。
1998年、NaviSiteと販売と機器提供の協定を結んでいる。この協定でコンパックはNaviSiteのウェブホスティング・サービスを販促することに合意した。見返りとしてNaviSiteはストレージおよびインテルベースのサーバの主要プロバイダとしてコンパックを指定することになっている。
インターネット・バブル崩壊によりコンパックも業績が低迷することになり、特に2001年と2002年のハイエンドシステムの売り上げが低下し、その間はほとんど利益を上げられなかった。またこのころ、17億ドルの短期債を抱えることになった。カペラスがCEOに就任した当時25ドル前後だった株価は、2002年には半分にまで下落した。

### HPによる買収

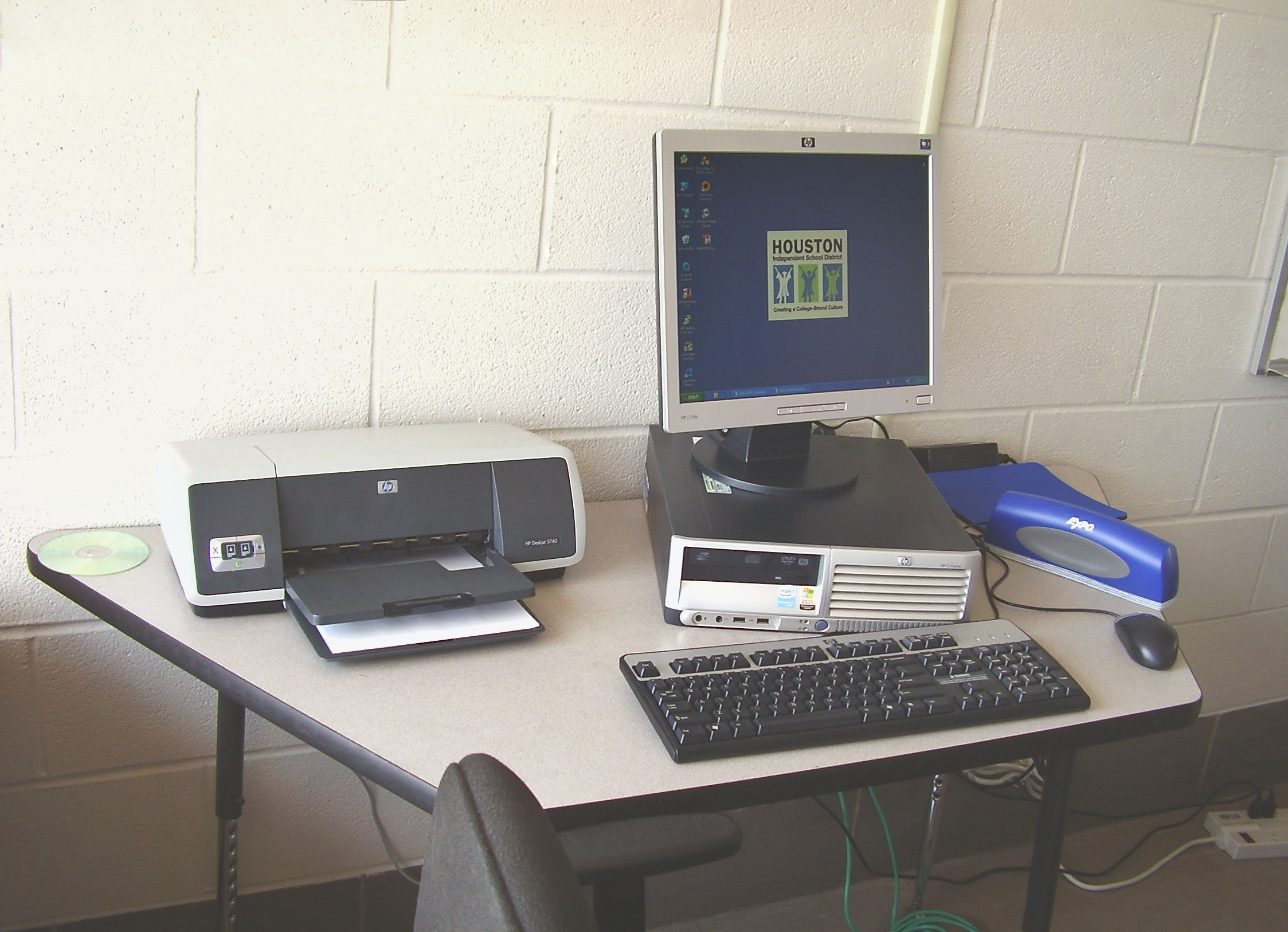
HP Compaq ブランドのPCと HP Deskjet 5740 プリンター

2002年、コンパックはヒューレット・パッカードに242億ドルで吸収合併されることに合意した。そのうち144億5000万ドルはグッドウィル（日本でいうのれん代）である。コンパック株は1株あたりHP株0.6325株と交換されることになった。当時のコンパックの財務成績悪化とコンパックの資産評価を鵜呑みにしたことから、HPの提示した評価額は過大だといわれた。
HPの年間売上高は470億ドルで、コンパックは400億ドルだった。単純に合計すればIBMの900億ドルにほぼ並ぶ。節約による効果は2004年半ばまでに25億ドルと見積もられた。コンパックとHPでそれぞれ8500人と9000人のレイオフが予定され、最終的に従業員数は145,000名となる。
両社はそれぞれ臨時株主総会を開催してそれぞれの株主から承認を得る必要があった。コンパックの株主は満場一致で合併を承認したが、HPでは一部大株主が反対したため、委任状争奪合戦が始まった。反対したのは創業者の息子ウォルター・ヒューレットとデイヴィッド・W・パッカード、California Public Employees’ Retirement System (Calpers)、Ontario Teachers Pension Plan などである 。
「コンパック買収は正気ではなく、買収してもIBMには追いつけないし、デルの直販モデルにも敵わないし、何よりHPとコンパックでは企業風土が違いすぎる」という中傷もあった。合併支持派は、スケールメリットを強調し、「PCの売り上げがプリンターやカメラの売り上げも押し上げる」と主張した。ウォルター・ヒューレットは、「PC事業は利益率が低くリスクが高いため貢献しないし、HPが伝統的に強いイメージ処理やプリンターなどの部門が弱体化する危険性もある」と主張した。コンパックの数少ない良い点はアフターサービス事業で、HPの同部門よりも優れていた。
HPの株主総会でも合併は僅差で承認された。しかし、直前にドイツ銀行との密室の取引があったなど、票を買収したのではないかという噂がつきまとった。後に合併を後押しするためにドイツ銀行配下の投資銀行の株を2002年1月に購入していたことが明かされている。HPはあくまでも合併承認とは無関係に100万ドル提供を保証し、後で別に100万ドル支払うことに合意した。2003年8月19日、米証券取引委員会はドイツ銀行が顧客の委任を受ける際に実質的利害対立を明らかにしなかったことが罪にあたるとし、75万ドルの罰金を命じた。ドイツ銀行は罪を認めるか否かは明らかにせず、支払いに同意した。
合併前のコンパックのティッカーシンボルはCPQだった。HPのティッカーシンボル HWP と組合わせて、合併後のティッカーシンボルは HPQ となった。

### 合併後のコンパック

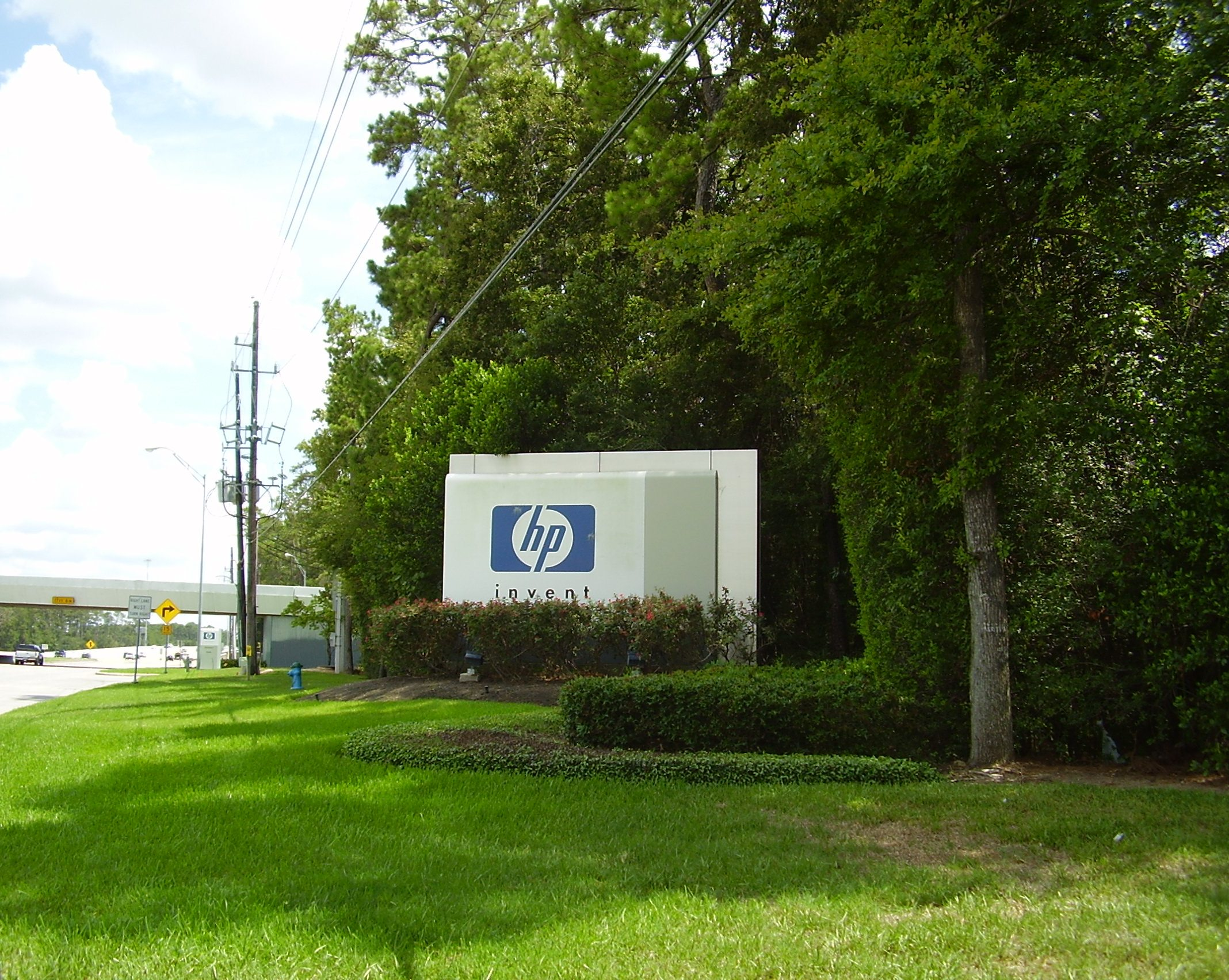
かつてのコンパック本社は、HP USA の本社となっている。

合併をスムーズに行うため、コンパックの最後の会長兼CEOマイケル・カペラスはHPの社長に就任し、カーリー・フィオリーナが会長兼CEOとなった。カペラスは就任から約6カ月後の2002年11月12日には社長を辞任し、ワールドコム（後にMCI）のCEOに就任し、ベライゾンへの身売りを指揮した。なお、HPの社長の座は空席のままで、単に社長ではなくCEOに報告するようになった。
カペラスが去った後、フィオリーナは3年弱の間HPを経営した。HPは数千人の従業員をレイオフしたが、株価は下落し続け、利益は回復しなかった。コンパック出身の重役も辞任または解任された。どちらもPCを製造していたので一時的に世界一になったが、すぐにシェアをデルに奪われた。ハイエンドサーバ市場でもIBMと対抗することはできなかった。さらにコンパックの停滞したPC製造部門とHPの高収益なプリンティング・イメージング部門の統合は、後者の収益性を薄めるものとして批判された。結果として合併反対派が言ったとおりになったが、全ての原因はPC事業の利益率が低いことであり、2005年にIBMがPC事業をレノボに売却したことからもそれがわかる。2005年2月、フィオリーナは解任された。
後任としてカペラスの名が挙がったこともあるが、新CEO兼社長としてマーク・ハードが招かれることになった。ハードはまずPC部門とプリンティング・イメージング部門を分離した。その後のリストラでPC部門は息を吹き返し、プリンターよりも利益を上げられるようになった。2006年後半には、品質に問題を抱えていたデルからトップの座を奪い返し、その後も世界一を続けている。2009年現在もデル、エイサーを抑えて世界第1位である。
コンパック製品の多くはHPのブランド名に変更され、たとえば ProLiant サーバなどとなっている。ブランドとして浸透していた Compaq Presario などはそのままの名称で存続していた。企業向けPCは Compaq Evo が好評だったのでHPの企業向けPCはなくなり、Evo を HP Compaq とブランド変更した。それらをベースとして、主にエンターテインメントや見栄えの面で付加価値を高めた HP Pavilion シリーズ （Compaqの表記は無い）が派生している。PDAはHPのJornadaではなく、コンパックのiPAQが存続し、HP iPAQ となった。
2007年5月、HPはコンパック部門の新たなロゴを発表し、今後 Compaq Presario の新機種で使用するとした。
2010年、Presario が HP 2000 シリーズに置き換えられた。サーバなどでは HP Compaq のブランド名が残っている。
2011年8月18日、PC事業グループの一部または全部をスピンオフする計画を発表。PC事業は利益率は低いが、HPの2010年の売り上げの3分の1を占めている。販売台数でも依然として世界第1位で、2011年第2四半期には1490万台を売り上げており、ガートナーによれば市場シェアは17.5%である。

## 日本での活動（コンパック・ショック）
1980年代はカテナなどの販売業者を代理店として、主として外資系企業向けに細々と販売されていたが、1990年に日本法人を設立。初代代表取締役にはIBM出身の村井勝が就任。1992年3月に日本市場向けの製品を発表して、日本のパソコン市場に参入する。コンパックコンピュータ上で動くパートナーであったマイクロソフト社のWindowsの準備が遅れていたため、ビル・ゲイツを説得（この時、ビル・ゲイツが初来日する）。
1992年10月、当時日本でもわずかずつ普及が広まっていたDOS/VベースのAT互換機を、最安のモデルで12万8千円、標準モデルで19万8千円と、同程度のモデルの日本におけるそれまでの価格（希望小売価格25〜50万円程度）よりも大幅に割安な価格で発売した。これにより、それまでの日本のパソコン市場における、NECのPC-9800シリーズの圧倒的なシェアをある程度崩すことに成功し、PC-9800シリーズは価格を下げざるを得ず、同じくAT互換機で98に対抗していたOADG勢も追随したことにより、結果として他勢力も含めたAT互換機の普及を大きく加速した。この価格破壊と、それに伴う一連の動きは「コンパック・ショック」と呼ばれた。
コンパック日本法人のその後は、業務向けや家庭向けデスクトップパソコンやノートパソコン製品、サーバ製品をコンスタントに発売し続け、本国同様に1998年に日本DECを吸収後、2002年に日本HPに吸収されて現在に至っている。

## スポンサーとして
コンパックは1994年から1996年まで、2シーズン前からプレミアリーグで戦っていたクイーンズ・パーク・レンジャーズFCのスポンサーとなっていた。
また、イギリスのラグビーリーグのクラブ、ブラッドフォード・ブルズのスポンサーも務めていた。
1994年から2002年まで、Jリーグクラブである浦和レッドダイヤモンズのユニフォームスポンサー（背中）でもあった。さらにHPに吸収された2003年まで、HP名義でスポンサーになっていた。
ウィリアムズF1チームがBMWのエンジンを採用した2000年から2002年まで、メインスポンサーを務めた。合併後もHPブランドで2005年までスポンサードを続けた。